# Rasch
«Rasch» — торгова марка німецької компанії Tapetenfabrik Gebr. RASCH GmbH & Co. KG. з виробниництва шпалер. Заснована 1861 року. Штаб-квартира розташована в Брамше. Наразі компанією управляє п'яте покоління родини Раш. Двоюрідні брати, доктор Фредерік Раш та Даріо Раш-Шульце Ісфорт, є керівниками, які продовжують традицію, започатковану засновниками компанії у 1861 році, а саме надання приміщенням індивідуального характеру та перетворення їх у бажані місця для проживання, додаючи красу та любов до деталей.
Сьогодні виробничі потужності фабрики включають в себе 20 великомасштабних технологічних ліній, призначених для випуску будь-якого типу шпалер. Поточний асортимент підприємства представлений разноманітними колекціями, що включають більше 5000 дизайнів. Щороку дизайн-бюро фабрики впроваджує у виробництво понад 1000 видів нових артикулів шпалер. Річний обсяг продукції, що випускається фабрикою, досягає 30 мільйонів рулонів.
Rasch експортує свою продукцію в 60 країн світу, перше місце серед імпортерів займають Росія і Франція. Придбати шпалери Rasch в Україні можна в офіційного представника ТОВ Торгова Група АРС-Кераміка.
Для розробки художніх проектів своєї продукції керівництво фабрики запрошувало відомих дизайнерів і художників, серед яких були Василь Кандинський, Сальвадор Далі, Вальтер Гропіус, Пабло Пікассо та інші.
Асортимент «Rasch» включає практично усі популярні види шпалер: паперові — тиснені дуплексні, дуплексні с деревною стружкою (під фарбування); вінілові — «вспінений вініл» на паперовій або флізеліновій основі, «шовкографія», «наливний вініл» (вінілові шпалери з глибоким тисненням); текстильні шпалери на паперовій или флізеліновій основі.
Каталог Rasch, у своєму асортименті має велику кількість колекції шпалер на будь-який смак. Наприклад, у магазині шпалер РУЛОН (Україна) представлені останні колекції бренду: Symphony, Paraiso, Ascona, African Queen III, Sky Lounge, Metal Spirit, BARBARA Home Collection III, Bambino XIX, Trianon XIII, Tropical House, Florentine XL, Salsa, Florentine 3, Composition, Amazing, Grace, Riva, Petite Fleur 5, Factory Style, Kalahari, Salisbury, Factory 4, Solene, Club, Linares, Raymond, Valentina, Denzo II, Axiom, Kimono.